# Cronologia del descobriment dels planetes del sistema solar i dels seus satèl·lits naturals

Comparació (a escala) dels principals satèl·lits del sistema solar, amb la Terra com a referència.

Aquesta cronologia del descobriment dels planetes del sistema solar i els seus satèl·lits naturals registra el progrés en el descobriment de nous cossos celestes en el transcurs de la història.
En les taules que apareixen a continuació, els satèl·lits s'indiquen en negreta (per exemple, Lluna), mentre que els planetes, tant majors com menors, que orbiten el Sol estan en cursiva (per exemple la Terra). Els quadres estan ordenats segons la data de publicació/anunci dels descobriments; les esmentades dates s'indiquen acompanyades dels següents símbols:
- i: per a la data de la primera imatge enregistrada (fotogràfica, etc.);
- o: per a la data de la primera observació visual efectuada per l'home, ja sigui mitjançant un telescopi o una emulsió fotogràfica (el verdader moment del «descobriment»);
- p: per a la data d'anunci o publicació del descobriment.

Els satèl·lits indicats amb un asterisc tenen algunes dificultats pel que fa als seus descobriments. En molts d'aquests casos es van necessitar diversos anys per confirmar-ne l'existència, i en diverses ocasions es van «extraviar» i van ser redescobertes. Alguns satèl·lits es van trobar durant l'anàlisi de les fotografies enviades per les sondes espacials Voyager, anys després que fossin preses.

## Llegenda
Els planetes i els seus satèl·lits naturals s'indiquen mitjançant els següents colors:
Planetes
Planetes nans

## Prehistòria
| Prehistòria | Prehistòria | Prehistòria          | Prehistòria | Prehistòria |
| Nom         | Imatge      | Designació permanent | Descobridors i notes |             |
| ----------- | ----------- | -------------------- | --- | ----------- |
| Sol         | Sol         | Estrella             | Segons la teoria geocèntrica de Claudi Ptolemeu, es creia que la Terra era el centre del cosmos. Al seu voltant es trobaven set planetes que l'orbitaven. Ordenats per distància creixent des de la Terra, i d'acord amb el que estableixen els estoics grecs, aquests planetes eren: la Lluna, Mercuri, Venus, el Sol, Mart, Júpiter i Saturn. Aquesta llista inclou dos objectes, el Sol i la Lluna, que ja no es consideren planetes, així com la Terra. Segons el model geocèntric, desenvolupat a l'antiga Grècia i estandarditzat posteriorment per Ptolemeu durant el segle ii, es creia que la Terra es trobava al centre del cosmos. Al seu voltant s'hi trobaven set planetes que l'orbitaven: ordenats per distància creixent des de la Terra, i d'acord amb el que establiren els estoics grecs, aquests planetes eren: la Lluna, Mercuri, Venus, el Sol, Mart, Júpiter i Saturn. Aquesta llista inclou dos objectes, el Sol i la Lluna, que ja no es consideren planetes, així com la Terra. En el segle v aC, els filòsofs grecs Filolau i Hicetes especularen cadascun per la seva banda que la Terra era una esfera que volta diàriament al voltant d'un «foc central» místic que regula l'univers. Anaxàgores proposà que el Sol és un estel cap al 450 aC. En el segle iii aC, Aristarc de Samos treballà sobre aquesta idea i proposà que la Terra i altres planetes es mouen al voltant d'un objecte central definit, que ell creia que era el Sol, encara que això no fou acceptat àmpliament fins al segle xvii i provat conclusivament fins al xix. |             |
| Terra       |             | 3r planeta           | La Terra és el tercer planeta en distància respecte el Sol, i el subjecte de moltes equivocacions històriques que duraren segles. La Terra mai fou «descoberta» ja que mai fou una entitat no reconeguda pels humans. La posició de la Terra dins del sistema solar fou descrita correctament en el model heliocèntric proposat per Aristarc de Samos. |             |
| Mercuri     | Mercuri     | 1r planeta           | Els planetes interiors (Mercuri Venus) i els exteriors (Mart, Júpiter i Saturn) foren identificats pels antics astrònoms babilonis en el II mil·lenni AC. També els identificà Aristarc de Samos, i posteriorment a la teoria heliocèntrica de Nicolau Copèrnic (De Revolutionibus Orbium Coelestium, 1543). |             |
| Venus       | Venus       | 2n planeta           | Els planetes interiors (Mercuri Venus) i els exteriors (Mart, Júpiter i Saturn) foren identificats pels antics astrònoms babilonis en el II mil·lenni AC. També els identificà Aristarc de Samos, i posteriorment a la teoria heliocèntrica de Nicolau Copèrnic (De Revolutionibus Orbium Coelestium, 1543). |             |
| Mart        | Mart        | 4t planeta           | Els planetes interiors (Mercuri Venus) i els exteriors (Mart, Júpiter i Saturn) foren identificats pels antics astrònoms babilonis en el II mil·lenni AC. També els identificà Aristarc de Samos, i posteriorment a la teoria heliocèntrica de Nicolau Copèrnic (De Revolutionibus Orbium Coelestium, 1543). |             |
| Júpiter     | Júpiter     | 5è planeta           | Els planetes interiors (Mercuri Venus) i els exteriors (Mart, Júpiter i Saturn) foren identificats pels antics astrònoms babilonis en el II mil·lenni AC. També els identificà Aristarc de Samos, i posteriorment a la teoria heliocèntrica de Nicolau Copèrnic (De Revolutionibus Orbium Coelestium, 1543). |             |
| Saturn      | Saturn      | 6è planeta           | Els planetes interiors (Mercuri Venus) i els exteriors (Mart, Júpiter i Saturn) foren identificats pels antics astrònoms babilonis en el II mil·lenni AC. També els identificà Aristarc de Samos, i posteriorment a la teoria heliocèntrica de Nicolau Copèrnic (De Revolutionibus Orbium Coelestium, 1543). |             |
| Lluna       | Lluna       | Terra I              | En la teoria copernicana, ja no es considerava la Lluna com un planeta sinó com un satèl·lit natural de la Terra i l'únic cos celeste la revolució del qual no estava centrada en el Sol. |             |

## Seglexvii
| Segle XVII                                  | Segle XVII | Segle XVII | Segle XVII                                                                       | Segle XVII | Segle XVII |
| Data                                        | Nom        | Imatge     | Designació permanent                                                             | Descobridors i notes |            |
| ------------------------------------------- | ---------- | ---------- | -------------------------------------------------------------------------------- | --- | ---------- |
| Dècada de 1610                              |            |            |                                                                                  | |            |
| o: 7 de gener de 1610 p: 13 de març de 1610 | Ganimedes  | Ganimedes  | Júpiter III                                                                      | Galileu. Són anomenats els satèl·lits galileans. Van ser els primers objectes celestes que es va confirmar que no orbitaven al voltant de la Terra ni del Sol. Galileu veié Io i Europa com un sol punt de llum el 7 de gener de 1610, i la següent nit els veié com a dos cossos separats.                                                   |            |
| o: 7 de gener de 1610 p: 13 de març de 1610 | Cal·listo  | Cal·listo  | Júpiter IV                                                                       | Galileu. Són anomenats els satèl·lits galileans. Van ser els primers objectes celestes que es va confirmar que no orbitaven al voltant de la Terra ni del Sol. Galileu veié Io i Europa com un sol punt de llum el 7 de gener de 1610, i la següent nit els veié com a dos cossos separats.                                                   |            |
| o: 8 de gener de 1610 p: 13 de març de 1610 | Io         | Io         | Júpiter I                                                                        | Galileu. Són anomenats els satèl·lits galileans. Van ser els primers objectes celestes que es va confirmar que no orbitaven al voltant de la Terra ni del Sol. Galileu veié Io i Europa com un sol punt de llum el 7 de gener de 1610, i la següent nit els veié com a dos cossos separats.                                                   |            |
| o: 8 de gener de 1610 p: 13 de març de 1610 | Europa     | Europa     | Júpiter II                                                                       | Galileu. Són anomenats els satèl·lits galileans. Van ser els primers objectes celestes que es va confirmar que no orbitaven al voltant de la Terra ni del Sol. Galileu veié Io i Europa com un sol punt de llum el 7 de gener de 1610, i la següent nit els veié com a dos cossos separats.                                                   |            |
| Dècada de 1650                              |            |            |                                                                                  | |            |
| o: 25 de març de 1655 p: 5 de març de 1656  | Tità       | Tità       | Saturn VI Saturn II (1673–1684), Saturn IV (1686–1789)                           | Huygens. Inicialment va "publicar" el seu descobriment en forma d'anagrama el 13 de juny de 1655; més tard ho va editar en forma de pamflet, amb el títol De Saturni luna Observatio Nova, i finalment en forma completa a Systema Saturnium (juliol de 1659).                                                                                |            |
| Dècada de 1670                              |            |            |                                                                                  | |            |
| o: 25 d'octubre de 1671 p: 1673             | Jàpet      | Jàpet      | Saturn VIII Saturn III (1673–1684), Saturn V (1686–1789), Saturn VII (1789–1848) | Cassini. |            |
| o: 23 de desembre de 1672 p: 1673           | Rea        | Rea        | Saturn V Saturn I (1673–1684), Saturn III (1686–1789)                            | Cassini. |            |
| Dècada de 1680                              |            |            |                                                                                  | |            |
| o: 21 de març de 1684 p: 22 d'abril de 1686 | Tetis      | Tetis      | Saturn III Saturn I (1686–1789)                                                  | Cassini. Ambdós satèl·lits, juntament amb els seus dos descobriments previs, van rebre el nom de Sidera Lodoicea. En la seva obra Kosmotheôros (publicada pòstumament el 1698), Christiaan Huygens assenyala que «Júpiter es veu que té les seves quatre, i Saturn les seves cinc llunes al seu voltant, totes ubicades a les seves òrbites.» |            |
| o: 21 de març de 1684 p: 22 d'abril de 1686 | Dione      | Dione      | Saturn IV Saturn II (1686–1789)                                                  | Cassini. Ambdós satèl·lits, juntament amb els seus dos descobriments previs, van rebre el nom de Sidera Lodoicea. En la seva obra Kosmotheôros (publicada pòstumament el 1698), Christiaan Huygens assenyala que «Júpiter es veu que té les seves quatre, i Saturn les seves cinc llunes al seu voltant, totes ubicades a les seves òrbites.» |            |
| Data                                        | Nom        | Imatge     | Designació permanent                                                             | Descobridors i notes |            |

## Seglexviii
| Segle XVIII                                         | Segle XVIII | Segle XVIII | Segle XVIII          | Segle XVIII |
| Data                                                | Nom         | Imatge      | Designació permanent | Descobridors i notes |
| --------------------------------------------------- | ----------- | ----------- | -------------------- | --- |
| Dècada de 1780                                      |             |             |                      | |
| o: 13 de març de 1781 p: 26 d'abril de 1781         | Urà         | Urà         | 7è planeta           | Herschel va ser el primer a informar sobre el descobriment d'Urà el 26 d'abril de 1781, tot i que inicialment va creure que es tractava d'un cometa. |
| o: 11 de gener de 1787 p: 15 de febrer de 1787      | Titània     | Titània     | Urà III              | Herschel. Temps més tard va informar de l'existència de quatre satèl·lits falsos.                                                                    |
| o: 11 de gener de 1787 p: 15 de febrer de 1787      | Oberó       |             | Urà IV               | Herschel. Temps més tard va informar de l'existència de quatre satèl·lits falsos.                                                                    |
| o: 28 d'agost de 1789 p: 12 de novembre de 1789     | Encèlad     | Encèlad     | Saturn II            | Herschel. |
| o: 17 de setembre de 1789 p: 12 de novembre de 1789 | Mimas       | Mimas       | Saturn I             | Herschel. |
| Data                                                | Nom         | Imatge      | Designació permanent | Descobridors i notes |

## Seglexix
| Segle XIX                                           | Segle XIX | Segle XIX | Segle XIX                                             | Segle XIX |
| Data                                                | Nom       | Imatge    | Designació permanent                                  | Descobridors i notes |
| --------------------------------------------------- | --------- | --------- | ----------------------------------------------------- | --- |
| Dècada de 1800                                      |           |           |                                                       | |
| o: 1 de gener de 1801 p: 24 de gener de 1801        | Ceres     |           | 8è planeta (1801) Asteroide (1851) Planeta nan (2006) | Giuseppe Piazzi. El primer anunci del seu descobriment el va realitzar el 24 de gener de 1801, a través de cartes als seus col·legues astrònoms. La primera publicació formal va tenir lloc en l'edició del setembre de 1801 de la Monatliche Correspondenz. |
| Dècada de 1840                                      |           |           |                                                       | |
| o: 23 de setembre de 1846 p: 13 de novembre de 1846 | Neptú     | Neptú     | 13è planeta (1846) 8è planeta (1851)                  | Galle i Le Verrier. |
| o: 10 d'octubre de 1846 p: 13 de novembre de 1846   | Tritó     | Tritó     | Neptú I                                               | Lassell. |
| o: 16 de setembre de 1848 p: Octubre de 1848        | Hiperió   | Hiperió   | Saturn VII                                            | Bond, Bond, Lassell. |
| Dècada de 1850                                      |           |           |                                                       | |
| o: 24 d'octubre de 1851                             | Ariel     | Ariel     | Urà I                                                 | Lassell. |
| o: 24 d'octubre de 1851                             | Umbriel   | Umbriel   | Urà II                                                | Lassell. |
| Dècada de 1870                                      |           |           |                                                       | |
| o: 12 d'agost de 1877                               | Deimos    | Deimos    | Mart II                                               | Hall. |
| o: 18 d'agost de 1877                               | Fobos     | Fobos     | Mart I                                                | Hall. |
| Dècada de 1890                                      |           |           |                                                       | |
| o: 9 de setembre de 1892 p: 4 d'octubre de 1892     | Amaltea   | Amaltea   | Júpiter V                                             | Barnard. |
| i: 16 d'agost de 1898 o: 17 de març de 1899         | Febe      | Febe      | Saturn IX                                             | Pickering. |
| Data                                                | Nom       | Imatge    | Designació permanent                                  | Descobridors i notes |

## Principis delseglexx
| Principis del Segle XX                                                | Principis del Segle XX      | Principis del Segle XX | Principis del Segle XX               | Principis del Segle XX |
| Data                                                                  | Nom                         | Imatge                 | Designació permanent                 | Descobridors i notes   |
| --------------------------------------------------------------------- | --------------------------- | ---------------------- | ------------------------------------ | ---------------------- |
| Dècada de 1900                                                        |                             |                        |                                      |                        |
| i: 3 de desembre de 1904 p: 6 de gener de 1905                        | Himalia (Hestia 1955–1975)  | Himalia                | Júpiter VI                           | Perrine.               |
| i: 2 de gener de 1905 p: 27 de febrer de 1905                         | Elara (Hera 1955–1975)      | Elara                  | Júpiter VII                          | Perrine.               |
| i: 27 de gener de 1908 o: 28 de febrer de 1908 p: 1-6 de març de 1908 | Pasífae (Posidó 1955–1975)  | Pasífae                | Júpiter VIII                         | Melotte.               |
| Dècada de 1910                                                        |                             |                        |                                      |                        |
| i: 21 de juliol de 1914 p: 17 de setembre de 1914                     | Sinope (Hades 1955–1975)    | Sinope                 | Júpiter IX                           | Nicholson.             |
| Dècada de 1930                                                        |                             |                        |                                      |                        |
| i: 23 de gener de 1930 o: 18 de febrer de 1930 p: 13 de març de 1930  | Plutó                       | Plutó                  | 9è planeta (1930) Planeta nan (2006) | Tombaugh.              |
| i: 6 de juliol de 1938 p: Agost de 1938                               | Lisitea (Demèter 1955–1975) |                        | Júpiter X                            | Nicholson.             |
| i: 30 de juliol de 1938 p: Agost de 1938                              | Carme (Pan 1955–1975)       | Carme                  | Júpiter XI                           | Nicholson.             |
| Dècada de 1940                                                        |                             |                        |                                      |                        |
| i: 16 de febrer de 1948 p: Juny de 1949                               | Miranda                     | Miranda                | Urà V                                | Kuiper.                |
| i: 1 de maig de 1949 p: Agost de 1949                                 | Nereida                     | Nereida                | Neptú II                             | Kuiper.                |
| Dècada de 1950                                                        |                             |                        |                                      |                        |
| i: 28 de setembre de 1951 p: Desembre de 1951                         | Anance (Adrastea 1955–1975) | Anance                 | Júpiter XII                          | Nicholson.             |
| Data                                                                  | Nom                         | Imatge                 | Designació permanent                 | Descobridors i notes   |

## Finals del segle XX
| Finals del Segle XX                                 | Finals del Segle XX          | Finals del Segle XX     | Finals del Segle XX       | Finals del Segle XX  | Finals del Segle XX                                                 |
| Data                                                | Nom                          | Designació              | Imatge                    | Designació permanent | Descobridors i notes                                                |
| --------------------------------------------------- | ---------------------------- | ----------------------- | ------------------------- | -------------------- | ------------------------------------------------------------------- |
| Dècada de 1960                                      |                              |                         |                           |                      |                                                                     |
| i: 15 de desembre de 1966 p: 3 de gener de 1967     | Janus*                       | S/1966 S 2              | Janus                     | Saturn X             | Dollfus. (És possible que Dollfus hagués observat Janus o Epitemeu) |
| i: 18 de desembre de 1966 p: 6 de gener de 1967     | Epimeteu*                    | S/1980 S 3              |                           | Saturn XI            | Walker.                                                             |
| Dècada de 1970                                      |                              |                         |                           |                      |                                                                     |
| i: 11 de setembre de 1974 p: 20 de setembre de 1974 | Leda                         | —                       |                           | Júpiter XIII         | Kowal.                                                              |
| i: 30 de setembre de 1975 p: 3 d'octubre de 1975    | Temisto*                     | S/1975 J 1              | Temisto                   | Júpiter XVIII        | Kowal. (Descobert i posteriorment extraviat)                        |
| i: 13 d'abril de 1978 o: 22 de juny de 1978         | Caront                       | S/1978 P 1              |                           | Plutó I              | Christy.                                                            |
| i: 8 de juliol de 1979 p: 23 de novembre de 1979    | Adrastea                     | S/1979 J 1              | Adrastea                  | Júpiter XV           | Jewitt, Danielson / Voyager 2.                                      |
| Dècada de 1980                                      |                              |                         |                           |                      |                                                                     |
| Data                                                | Nom                          | Designació              | Imatge                    | Designació permanent | Descobridors i notes                                                |
| i: 26 de febrer de 1980 p: 6 de març de 1980        | Epimeteu*                    | S/1980 S 3              | Epimeteu                  | Saturn XI            | (Confirmat pel Voyager 1)                                           |
| i: 1 de març de 1980 p: 6 de març de 1980           | Helena                       | S/1980 S 6              | Helena                    | Saturn XII           | Laques, Lecacheux                                                   |
| i: 8 d'abril de 1980 p: 10 d'abril de 1980          | Telest                       | S/1980 S 13             | Telest                    | Saturn XIII          | Smith, Reitsema, Larson, Fountain, Voyager 1.                       |
| i: 5 de març de 1979 p: 28 d'abril de 1980          | Tebe                         | S/1979 J 2              | Tebe                      | Júpiter XIV          | Synnott, Voyager 1.                                                 |
| i: 19 de febrer de 1980 p: 6 de juny de 1980        | Janus*                       | S/1980 S 1              | Janus                     | Saturn X             | (Confirmat pel Voyager 1)                                           |
| i: 13 de març de 1980 p: 31 de juliol de 1980       | Calipso                      | S/1980 S 25             | Calipso                   | Saturn XIV           | Pascu, Seidelmann, Baum, Currie                                     |
| i: 4 de març de 1979 p: 26 d'agost de 1980          | Metis                        | S/1979 J 3              | Metis                     | Júpiter XVI          | Synnott, Voyager 1.                                                 |
| o: Octubre de 1980 p: 31 d'octubre de 1980          | Prometeu                     | S/1980 S 27             | Prometeu                  | Saturn XVI           | Collins, Voyager 1.                                                 |
| o: Octubre de 1980 p: 31 d'octubre de 1980          | Pandora                      | S/1980 S 26             | Pandora                   | Saturn XVII          | Collins, Voyager 1.                                                 |
| o: Octubre de 1980 p: 13 de novembre de 1980        | Atles                        | S/1980 S 28             | Atles                     | Saturn XV            | Terrile, Voyager 1.                                                 |
| i: 24 de maig de 1981 p: 29 de maig de 1981         | Làrissa*                     | S/1981 N 1 = S/1989 N 2 | Làrissa                   | Neptú VII            | Reitsema, Hubbard, Lebofsky, Tholen, Voyager 2.                     |
| i: 30 de desembre de 1985 p: 9 de gener de 1986     | Puck                         | S/1985 U 1              | Puck                      | Urà XV               | Synnott, Voyager 2.                                                 |
| i: 3 de gener de 1986 p: 16 de gener de 1986        | Julieta                      | S/1986 U 2              | Julieta                   | Urà XI               | Synnott, Voyager 2.                                                 |
| i: 3 de gener de 1986 p: 16 de gener de 1986        | Pòrcia                       | S/1986 U 1              | Pòrcia, Crèssida i Ofèlia | Urà XII              | Synnott, Voyager 2.                                                 |
| i: 9 de gener de 1986 p: 16 de gener de 1986        | Crèssida                     | S/1986 U 3              | Pòrcia, Crèssida i Ofèlia | Urà IX               | Synnott, Voyager 2.                                                 |
| i: 13 de gener de 1986 p: 16 de gener de 1986       | Desdèmona                    | S/1986 U 6              | Desdèmona                 | Urà X                | Synnott, Voyager 2.                                                 |
| i: 13 de gener de 1986 p: 16 de gener de 1986       | Rosalina                     | S/1986 U 4              | Rosalina                  | Urà XIII             | Synnott, Voyager 2.                                                 |
| i: 13 de gener de 1986 p: 16 de gener de 1986       | Belinda                      | S/1986 U 5              | Belinda                   | Urà XIV              | Synnott, Voyager 2.                                                 |
| i: 20 de gener de 1986 p: 27 de gener de 1986       | Cordèlia                     | S/1986 U 7              | Cordèlia i Ofèlia         | Urà VI               | Terrile, Voyager 2.                                                 |
| i: 20 de gener de 1986 p: 27 de gener de 1986       | Ofèlia                       | S/1986 U 8              | Cordèlia i Ofèlia         | Urà VII              | Terrile, Voyager 2.                                                 |
| i: 23 de gener de 1986 p: 27 de gener de 1986       | Bianca                       | S/1986 U 9              | Bianca                    | Urà VIII             | Smith, Voyager 2.                                                   |
| i: 16 de juny de 1989 p: 7 de juliol de 1989        | Proteu                       | S/1989 N 1              | Proteu                    | Neptú VIII           | Synnott, Voyager 2.                                                 |
| i: 28 de juliol de 1989 p: 8 d'agost de 1989        | Despina                      | S/1989 N 3              | Despina                   | Neptú V              | Synnott, Voyager 2.                                                 |
| i: 28 de juliol de 1989 p: 8 d'agost de 1989        | Galatea                      | S/1989 N 4              | Galatea                   | Neptú VI             | Synnott, Voyager 2.                                                 |
| i: 18 de setembre de 1989 p: 22 de setembre de 1989 | Talassa                      | S/1989 N 5              | Talassa                   | Neptú IV             | Terrile, Voyager 2.                                                 |
| i: 18 de setembre de 1989 p: 22 de setembre de 1989 | Nàiade                       | S/1989 N 6              | Talassa                   | Neptú III            | Terrile, Voyager 2.                                                 |
| Dècada de 1990                                      |                              |                         |                           |                      |                                                                     |
| Data                                                | Nom                          | Designació              | Imatge                    | Designació permanent | Descobridors i notes                                                |
| i: 22 d'agost de 1981 p: 16 de juliol de 1990       | Pan*                         | S/1981 S 13             | Pan                       | Saturn XVIII         | Showalter, Voyager 2.                                               |
| i: 23 d'agost de 1981 p: 14 d'abril de 1995         | Pal·lene * (vegeu més avall) | S/1981 S 14             | Pal·lene                  | Saturn XXXIII        | Gordon, Murray i Beurle.                                            |
| i: 6 de setembre de 1997 p: 31 d'octubre de 1997    | Caliban                      | S/1997 U 1              | Caliban                   | Urà XVI              | Gladman, Nicholson, Burns, Kavelaars.                               |
| i: 6 de setembre de 1997 p: 31 d'octubre de 1997    | Sícorax                      | S/1997 U 2              | Sícorax                   | Urà XVII             | Gladman, Nicholson, Burns, Kavelaars.                               |
| i: 18 de gener de 1986 p: 18 de maig de 1999        | Perdita*                     | S/1986 U 10             | Perdita                   | Urà XXV              | Karkoschka, Voyager 2.                                              |
| i: 18 de juliol de 1999 p: 27 de juliol de 1999     | Setebos                      | S/1999 U 1              |                           | Urà XIX              | Kavelaars, Gladman, Holman, Petit, Scholl.                          |
| i: 18 de juliol de 1999 p: 27 de juliol de 1999     | Esteve                       | S/1999 U 2              |                           | Urà XX               | Gladman, Holman, Kavelaars, Petit, Scholl.                          |
| i: 18 de juliol de 1999 p: 4 de setembre de 1999    | Pròsper                      | S/1999 U 3              | Pròsper                   | Urà XVIII            | Holman, Kavelaars, Gladman, Petit, Scholl.                          |
| 2000s                                               |                              |                         |                           |                      |                                                                     |
| Data                                                | Nom                          | Designació              | Imatge                    | Designació permanent | Descobridors i notes                                                |
| i: 6 d'octubre de 1999 p: 20 de juliol de 2000      | Calírroe                     | S/1999 J 1              | Calírroe                  | Júpiter XVII         | Scotti, Spahr, McMillan, Larsen, Montani, Gleason, Gehrels.         |
| i: 7 d'agost de 2000 p: 25 d'octubre de 2000        | Ymir                         | S/2000 S 1              |                           | Saturn XIX           | Gladman.                                                            |
| i: 7 d'agost de 2000 p: 25 d'octubre de 2000        | Paaliaq                      | S/2000 S 2              |                           | Saturn XX            | Gladman.                                                            |
| i: 23 de setembre de 2000 p: 25 d'octubre de 2000   | Siarnaq                      | S/2000 S 3              |                           | Saturn XXIX          | Gladman, Kavelaars.                                                 |
| i: 23 de setembre de 2000 p: 25 d'octubre de 2000   | Tarvos                       | S/2000 S 4              | Tarvos                    | Saturn XXI           | Kavelaars, Gladman.                                                 |
| i: 7 d'agost de 2000 p: 18 de novembre de 2000      | Kiviuq                       | S/2000 S 5              |                           | Saturn XXIV          | Gladman.                                                            |
| i: 23 de setembre de 2000 p: 18 de novembre de 2000 | Ijiraq                       | S/2000 S 6              | Ijiraq                    | Saturn XXII          | Kavelaars, Gladman.                                                 |
| i: 21 de novembre de 2000 p: 25 de novembre de 2000 | Temisto*                     | S/2000 J 1              | Temisto                   | Júpiter XVIII        | Sheppard, Jewitt, Fernández, Magnier (redescobert)                  |
| i: 23 de setembre de 2000 p: 7 de desembre de 2000  | Thrymr                       | S/2000 S 7              | Thrymr                    | Saturn XXX           | Gladman, Kavelaars.                                                 |
| i: 23 de setembre de 2000 p: 7 de desembre de 2000  | Skadi                        | S/2000 S 8              |                           | Saturn XXVII         | Kavelaars, Gladman.                                                 |
| i: 23 de setembre de 2000 p: 7 de desembre de 2000  | Mundilfari                   | S/2000 S 9              | Mundilfari                | Saturn XXV           | Gladman, Kavelaars.                                                 |
| i: 23 de setembre de 2000 p: 7 de desembre de 2000  | Erriapus                     | S/2000 S 10             |                           | Saturn XXVIII        | Kavelaars, Gladman.                                                 |
| i: 9 de novembre de 2000 p: 19 de desembre de 2000  | Albiorix                     | S/2000 S 11             |                           | Saturn XXVI          | Holman, Spahr.                                                      |
| i: 23 de setembre de 2000 p: 22 de desembre de 2000 | Suttungr                     | S/2000 S 12             |                           | Saturn XXIII         | Gladman, Kavelaars.                                                 |
| Data                                                | Nom                          | Designació              | Imatge                    | Designació permanent | Descobridors i notes                                                |

## Segle XXI
| Segle XXI                                                                | Segle XXI                        | Segle XXI               | Segle XXI       | Segle XXI            | Segle XXI |
| Data                                                                     | Nom                              | Designació              | Imatge          | Designació permanent | Descobridors i notes |
| ------------------------------------------------------------------------ | -------------------------------- | ----------------------- | --------------- | -------------------- | --- |
| i: 23 de novembre de 2000 p: 5 de gener de 2001                          | Càlice                           | S/2000 J 2              |                 | Júpiter XXIII        | Sheppard, Jewitt, Fernández, Magnier, Dahm, Evans.                                                                                          |
| i: 23 de novembre de 2000 p: 5 de gener de 2001                          | Iocasta                          | S/2000 J 3              |                 | Júpiter XXIV         | Sheppard, Jewitt, Fernández, Magnier, Dahm, Evans.                                                                                          |
| i: 23 de novembre de 2000 p: 5 de gener de 2001                          | Erínome                          | S/2000 J 4              |                 | Júpiter XXV          | Sheppard, Jewitt, Fernández, Magnier, Dahm, Evans.                                                                                          |
| i: 23 de novembre de 2000 p: 5 de gener de 2001                          | Harpàlice                        | S/2000 J 5              |                 | Júpiter XXII         | Sheppard, Jewitt, Fernández, Magnier, Dahm, Evans.                                                                                          |
| i: 23 de novembre de 2000 p: 5 de gener de 2001                          | Isònoe                           | S/2000 J 6              |                 | Júpiter XXVI         | Sheppard, Jewitt, Fernández, Magnier, Dahm, Evans.                                                                                          |
| i: 23 de novembre de 2000 p: 5 de gener de 2001                          | Praxídice                        | S/2000 J 7              |                 | Júpiter XXVII        | Sheppard, Jewitt, Fernández, Magnier, Dahm, Evans.                                                                                          |
| i: 25 de novembre de 2000 p: 5 de gener de 2001                          | Megaclite                        | S/2000 J 8              |                 | Júpiter XIX          | Sheppard, Jewitt, Fernández, Magnier, Dahm, Evans.                                                                                          |
| i: 25 de novembre de 2000 p: 5 de gener de 2001                          | Taígete                          | S/2000 J 9              |                 | Júpiter XX           | Sheppard, Jewitt, Fernández, Magnier, Dahm, Evans.                                                                                          |
| i: 26 de novembre de 2000 p: 5 de gener de 2001                          | Caldona                          | S/2000 J 10             |                 | Júpiter XXI          | Sheppard, Jewitt, Fernández, Magnier, Dahm, Evans.                                                                                          |
| i: 5 de desembre de 2000 p: 5 de gener de 2001                           | Dia                              | S/2000 J 11             |                 |                      | Sheppard, Jewitt, Fernández, Magnier, Dahm, Evans.                                                                                          |
| Data                                                                     | Nom                              | Designació              | Imatge          | Designació permanent | Descobridors i notes |
| i: 9 de desembre de 2001 p: 16 de maig de 2002                           | Hermipe                          | S/2001 J 3              | Hermipe         | Júpiter XXX          | Sheppard, Jewitt, Kleyna. |
| i: 9 de desembre de 2001 p: 16 de maig de 2002                           | Eurídome                         | S/2001 J 4              |                 | Júpiter XXXII        | Sheppard, Jewitt, Kleyna. |
| i: 9 de desembre de 2001 p: 16 de maig de 2002                           | Sponde                           | S/2001 J 5              |                 | Júpiter XXXVI        | Sheppard, Jewitt, Kleyna. |
| i: 9 de desembre de 2001 p: 16 de maig de 2002                           | Cale                             | S/2001 J 8              |                 | Júpiter XXXVII       | Sheppard, Jewitt, Kleyna. |
| i: 10 de desembre de 2001 p: 6 de maig de 2002                           | Autònoe                          | S/2001 J 1              |                 | Júpiter XXVIII       | Sheppard, Jewitt, Kleyna. |
| i: 11 de desembre de 2001 p: 16 de maig de 2002                          | Tíone                            | S/2001 J 2              |                 | Júpiter XXIX         | Sheppard, Jewitt, Kleyna. |
| i: 11 de desembre de 2001 p: 16 de maig de 2002                          | Pasítea                          | S/2001 J 6              |                 | Júpiter XXXVIII      | Sheppard, Jewitt, Kleyna. |
| i: 11 de desembre de 2001 p: 16 de maig de 2002                          | Euante                           | S/2001 J 7              |                 | Júpiter XXXIII       | Sheppard, Jewitt, Kleyna. |
| i: 11 de desembre de 2001 p: 16 de maig de 2002                          | Ortòsia                          | S/2001 J 9              |                 | Júpiter XXXV         | Sheppard, Jewitt, Kleyna. |
| i: 11 de desembre de 2001 p: 16 de maig de 2002                          | Eupòria                          | S/2001 J 10             |                 | Júpiter XXXIV        | Sheppard, Jewitt, Kleyna. |
| i: 11 de desembre de 2001 p: 16 de maig de 2002                          | Etna                             | S/2001 J 11             |                 | Júpiter XXXI         | Sheppard, Jewitt, Kleyna. |
| i: 13 d'agost de 2001 p: 30 de setembre de 2002                          | Tríncul                          | S/2001 U 1              | Tríncul         | Urà XXI              | Holman, Kavelaars, Milisavljevic. |
| i: 31 d'octubre de 2002 p: 18 de desembre de 2002                        | Ars                              | S/2002 J 1              |                 | Júpiter XLIII        | Sheppard, Meech, Hsieh, Tholen, Tonry. |
| Data                                                                     | Nom                              | Designació              | Imatge          | Designació permanent | Descobridors i notes |
| i: 23 de juliol de 2002 p: 13 de gener de 2003                           | Sao                              | S/2002 N 2              |                 | Neptú XI             | Holman, Kavelaars, Grav, Fraser, Milisavljevic.                                                                                             |
| i: 10 d'agost de 2002 p: 13 de gener de 2003                             | Halimedes                        | S/2002 N 1              | Neptú IX        |                      | Holman, Kavelaars, Grav, Fraser, Milisavljevic.                                                                                             |
| i: 11 d'agost de 2002 p: 13 de gener de 2003                             | Laomedeia                        | S/2002 N 3              | Neptú XII       |                      | Holman, Kavelaars, Grav, Fraser, Milisavljevic.                                                                                             |
| i: 5 de febrer de 2003 p: 4 de març de 2003                              | Eucèlade                         | S/2003 J 1              |                 | Júpiter XLVII        | Sheppard, Jewitt, Kleyna, Fernández, Hsieh.                                                                                                 |
| i: 5 de febrer de 2003 p: 4 de març de 2003                              | (satèl·lit de Júpiter sense nom) | S/2003 J 2              |                 |                      | Sheppard, Jewitt, Kleyna, Fernández, Hsieh.                                                                                                 |
| i: 5 de febrer de 2003 p: 4 de març de 2003                              | Eufema                           | S/2003 J 3              |                 | Júpiter LX           | Sheppard, Jewitt, Kleyna, Fernández, Hsieh.                                                                                                 |
| i: 5 de febrer de 2003 p: 4 de març de 2003                              | (satèl·lit de Júpiter sense nom) | S/2003 J 4              |                 |                      | Sheppard, Jewitt, Kleyna, Fernández, Hsieh.                                                                                                 |
| i: 6 de febrer de 2003 p: 4 de març de 2003                              | Irene                            | S/2003 J 5              |                 | Júpiter LVII         | Sheppard, Jewitt, Kleyna, Fernández, Hsieh.                                                                                                 |
| i: 6 de febrer de 2003 p: 4 de març de 2003                              | Hèlice                           | S/2003 J 6              |                 | Júpiter XLV          | Sheppard, Jewitt, Kleyna, Fernández, Hsieh.                                                                                                 |
| i: 8 de febrer de 2003 p: 4 de març de 2003                              | Aedea                            | S/2003 J 7              |                 | Júpiter XLI          | Sheppard, Jewitt, Kleyna, Fernández, Hsieh.                                                                                                 |
| i: 8 de febrer de 2003 p: 6 de març de 2003                              | Hegèmone                         | S/2003 J 8              |                 | Júpiter XXXIX        | Sheppard, Jewitt, Kleyna, Fernández. |
| i: 6 de febrer de 2003 p: 7 de març de 2003                              | (satèl·lit de Júpiter sense nom) | S/2003 J 9              |                 |                      | Sheppard, Jewitt, Kleyna, Fernández. |
| i: 6 de febrer de 2003 p: 7 de març de 2003                              | (satèl·lit de Júpiter sense nom) | S/2003 J 10             |                 |                      | Sheppard, Jewitt, Kleyna, Fernández. |
| i: 6 de febrer de 2003 p: 7 de març de 2003                              | Cal·lícore                       | S/2003 J 11             |                 | Júpiter XLIV         | Sheppard, Jewitt, Kleyna, Fernández. |
| i: 8 de febrer de 2003 p: 7 de març de 2003                              | (satèl·lit de Júpiter sense nom) | S/2003 J 12             |                 |                      | Sheppard, Jewitt, Kleyna, Fernández. |
| i: 9 de febrer de 2003 p: 2 d'abril de 2003                              | Cilene                           | S/2003 J 13             |                 | Júpiter XLVIII       | Sheppard, Jewitt, Kleyna. |
| i: 8 de febrer de 2003 p: 3 d'abril de 2003                              | Cora                             | S/2003 J 14             |                 | Júpiter XLIX         | Sheppard, Jewitt, Kleyna. |
| i: 6 de febrer de 2003 p: 3 d'abril de 2003                              | Filofròsine                      | S/2003 J 15             |                 | Júpiter LVIII        | Sheppard, Jewitt, Kleyna, Fernández. |
| i: 6 de febrer de 2003 p: 3 d'abril de 2003                              | (satèl·lit de Júpiter sense nom) | S/2003 J 16             |                 |                      | Gladman, Sheppard, Jewitt, Kleyna, Kavelaars, Petit, Allen.                                                                                 |
| i: 8 de febrer de 2003 p: 3 d'abril de 2003                              | Herse                            | S/2003 J 17             |                 | Júpiter L            | Gladman, Sheppard, Jewitt, Kleyna, Kavelaars, Petit, Allen.                                                                                 |
| i: 6 de febrer de 2003 p: 4 d'abril de 2003                              | (satèl·lit de Júpiter sense nom) | S/2003 J 18             |                 | Júpiter LV           | Gladman, Kavelaars, Petit, Allen, Sheppard, Jewitt, Kleyna.                                                                                 |
| i: 5 de febrer de 2003 p: 8 d'abril de 2003                              | Narvi                            | S/2003 S 1              |                 | Saturn XXXI          | Sheppard, Jewitt, Kleyna. |
| i: 6 de febrer de 2003 p: 12 d'abril de 2003                             | (satèl·lit de Júpiter sense nom) | S/2003 J 19             |                 |                      | Gladman, Sheppard, Jewitt, Kleyna, Kavelaars, Petit, Allen.                                                                                 |
| i: 9 de febrer de 2003 p: 14 d'abril de 2003                             | Carpo                            | S/2003 J 20             |                 | Júpiter XLVI         | Sheppard, Gladman, Kavelaars, Petit, Allen, Jewitt, Kleyna.                                                                                 |
| i: 6 de febrer de 2003 p: 29 de maig de 2003                             | Mnemea                           | S/2003 J 21             |                 | Júpiter XL           | Sheppard, Jewitt, Kleyna, Gladman, Kavelaars, Petit, Allen.                                                                                 |
| i: 18 de gener de 1986 p: 3 de setembre de 2003                          | Perdita*                         | S/1986 U 10             |                 | Urà XXV              | Karkoschka (recuperat pel telescopi espacial Hubble).                                                                                       |
| i: 29 d'agost de 2003 p: 3 de setembre de 2003                           | Psàmate                          | S/2003 N 1              |                 | Neptú X              | Jewitt, Kleyna, Sheppard, Holman, Kavelaars.                                                                                                |
| i: 25 d'agost de 2003 p: 25 de setembre de 2003                          | Mab                              | S/2003 U 1              |                 | Urà XXVI             | Showalter, Lissauer. |
| i: 25 d'agost de 2003 p: 25 de setembre de 2003                          | Cupido                           | S/2003 U 2              |                 | Urà XXVII            | Showalter, Lissauer. |
| i: 13 d'agost de 2001 p: 30 de setembre de 2003                          | Ferran*                          | S/2001 U 2              |                 | Urà XXIV             | 2001: Holman, Kavelaars, Milisavljevic; 2003: Sheppard, Jewitt.                                                                             |
| i: 14 d'agost de 2002 p: 30 de setembre de 2003                          | Neso*                            | S/2002 N 4              |                 | Neptú XIII           | Holman, Kavelaars, Grav, Fraser, Milisavljevic.                                                                                             |
| i: 13 d'agost de 2001 p: 8 d'octubre de 2003                             | Francesc*                        | S/2001 U 3              |                 | Urà XXII             | Holman, Kavelaars, Milisavljevic, Gladman.                                                                                                  |
| i: 29 d'agost de 2003 p: 9 d'octubre de 2003                             | Margarida                        | S/2003 U 3              |                 | Urà XXIII            | Sheppard, Jewitt. |
| Data                                                                     | Nom                              | Designació              | Imatge          | Designació permanent | Descobridors i notes |
| i: 9 de febrer de 2003 p: 24 de gener de 2004                            | Telxínoe*                        | S/2003 J 22             |                 | Júpiter XLII         | Sheppard, Jewitt, Kleyna, Gladman, Kavelaars, Petit, Allen. (a partir d'imatges preses el 2003)                                             |
| i: 6 de febrer de 2003 p: 31 de gener de 2004                            | (satèl·lit de Júpiter sense nom) | S/2003 J 23*            | S/2003 J 23     |                      | Sheppard, Jewitt, Kleyna, Fernández. |
| i: 1 de juny de 2004 p: 16 d'agost de 2004                               | Metone*                          | S/2004 S 1              | Metone          | Saturn XXXII         | Cassini-Huygens. |
| i: 1 de juny de 2004 p: 16 d'agost de 2004                               | Pal·lene                         | S/2004 S 2 =S/1981 S 14 | Pal·lene        | Saturn XXXIII        | Cassini-Huygens. |
| i: 21 d'octubre de 2004 o: 24 d'octubre de 2004 p: 8 de novembre de 2004 | Pòl·lux                          | S/2004 S 5              | Pòl·lux         | Saturn XXXIV         | Cassini-Huygens. |
| i: 6 de maig de 2004 o: 28 de desembre de 2004 p: 29 de juliol de 2005   | Haumea                           | (136108) 2003 EL61      | Haumea          | Planeta nan          | Ortiz, Aceituno i Santos-Sanz o Brown, Trujillo i David Lincoln Rabinowitz (vegeu Controvèrsia sobre la descoberta d'Haumea)                |
| Data                                                                     | Nom                              | Designació              | Imatge          | Designació permanent | Descobridors i notes |
| i: 12 de desembre de 2004 p: 3 de maig de 2005                           | (satèl·lit de Saturn sense nom)  | S/2004 S 7              |                 |                      | Sheppard, Jewitt, Kleyna, Marsden. |
| i: 12 de desembre de 2004 p: 3 de maig de 2005                           | Fornjot                          | S/2004 S 8              |                 | Saturn XLII          | Sheppard, Jewitt, Kleyna, Marsden. |
| i: 12 de desembre de 2004 p: 3 de maig de 2005                           | Farbauti                         | S/2004 S 9              |                 | Saturn XL            | Sheppard, Jewitt, Kleyna, Marsden. |
| i: 12 de desembre de 2004 p: 3 de maig de 2005                           | Aegir                            | S/2004 S 10             |                 | Saturn XXXVI         | Sheppard, Jewitt, Kleyna, Marsden. |
| i: 12 de desembre de 2004 p: 3 de maig de 2005                           | Bebhionn                         | S/2004 S 11             |                 | Saturn XXXVII        | Sheppard, Jewitt, Kleyna, Marsden. |
| i: 12 de desembre de 2004 p: 3 de maig de 2005                           | (satèl·lit de Saturn sense nom)  | S/2004 S 12             |                 |                      | Sheppard, Jewitt, Kleyna, Marsden. |
| i: 12 de desembre de 2004 p: 3 de maig de 2005                           | (satèl·lit de Saturn sense nom)  | S/2004 S 13             |                 |                      | Sheppard, Jewitt, Kleyna, Marsden. |
| i: 12 de desembre de 2004 p: 3 de maig de 2005                           | Hati                             | S/2004 S 14             |                 | Saturn XLIII         | Sheppard, Jewitt, Kleyna, Marsden. |
| i: 12 de desembre de 2004 p: 3 de maig de 2005                           | Bergelmir                        | S/2004 S 15             | Bergelmir       | Saturn XXXVIII       | Sheppard, Jewitt, Kleyna, Marsden. |
| i: 13 de desembre de 2004 p: 3 de maig de 2005                           | Fenrir                           | S/2004 S 16             |                 | Saturn XLI           | Sheppard, Jewitt, Kleyna, Marsden. |
| i: 13 de desembre de 2004 p: 3 de maig de 2005                           | (satèl·lit de Saturn sense nom)  | S/2004 S 17             |                 |                      | Sheppard, Jewitt, Kleyna, Marsden. |
| i: 13 de desembre de 2004 p: 3 de maig de 2005                           | Bestla                           | S/2004 S 18             | Saturn XXXIX    |                      | Sheppard, Jewitt, Kleyna, Marsden. |
| i: 1 de maig de 2005 p: 6 de maig de 2005                                | Dafnis                           | S/2005 S 1              | Dafnis          | Saturn XXXV          | Cassini-Huygens. |
| i: 21 d'octubre de 2003 o: 5 de gener de 2005 p: 29 de juliol de 2005    | Eris                             | (136199) 2003 UB313     | Eris i Disnòmia | Planeta nan          | Brown, Trujillo i Rabinowitz. |
| o: 26 de gener de 2005 p: 29 de juliol de 2005                           | Hiʻiaka                          | S/2005 (136108) 1       |                 | Haumea I             | Brown, Trujillo, Rabinowitz. |
| i: 31 de març de 2005 p: 29 de juliol de 2005                            | Makemake                         | (136472) 2005 FY9       |                 | Planeta nan          | Brown, Trujillo i Rabinowitz. |
| o: 30 de juny de 2005 p: 29 de juliol de 2005                            | Namaka                           | S/2005 (136108) 2       |                 | Haumea II            | Brown, Trujillo, Rabinowitz. |
| i: 10 de setembre de 2005 p: 3 d'octubre de 2005                         | Disnòmia                         | S/2005 (136199) 1       | Eris i Disnòmia | Eris I               | Brown, van Dam, Bouchez, Le Mignant, Campbell, Chin, Conrad, Hartman, Johansson, Lafon, Rabinowitz, Stomski, Summers, Trujillo, Wizinowich. |
| i: 15 de maig de 2005 o: 15 de juny de 2005 p: 31 d'octubre de 2005      | Nix                              | S/2005 P 2              | Nix             | Plutó II             | Weaver, Stern, Mutchler, Steffl, Buie, Merline, Spencer, Young, Young.                                                                      |
| i: 15 de maig de 2005 o: 15 de juny de 2005 p: 31 d'octubre de 2005      | Hidra                            | S/2005 P 1              | Nix             | Plutó III            | Weaver, Stern, Mutchler, Steffl, Buie, Merline, Spencer, Young, Young.                                                                      |
| Data                                                                     | Nom                              | Designació              | Imatge          | Designació permanent | Descobridors i notes |
| i: 12 de desembre de 2004 o: 6 de març de 2006(?) p: 26 de juny de 2006  | Hyrrokkin                        | S/2004 S 19             |                 | Saturn XLIV          | Sheppard, Jewitt, Kleyna. |
| i: 4 de gener de 2006 o: 6 de març de 2006(?) p: 26 de juny de 2006      | (satèl·lit de Saturn sense nom)  | S/2006 S 1              |                 |                      | Sheppard, Jewitt, Kleyna. |
| i: 4 de gener de 2006 o: 6 de març de 2006(?) p: 26 de juny de 2006      | Kari                             | S/2006 S 2              | Kari            | Saturn XLV           | Sheppard, Jewitt, Kleyna. |
| i: 5 de gener de 2006 o: 6 de març de 2006(?) p: 26 de juny de 2006      | (satèl·lit de Saturn sense nom)  | S/2006 S 3              |                 |                      | Sheppard, Jewitt, Kleyna. |
| i: 5 de gener de 2006 o: 6 de març de 2006(?) p: 26 de juny de 2006      | Greip                            | S/2006 S 4              |                 | Saturn LI            | Sheppard, Jewitt, Kleyna. |
| i: 5 de gener de 2006 o: 6 de març de 2006(?) p: 26 de juny de 2006      | Loge                             | S/2006 S 5              |                 | Saturn XLVI          | Sheppard, Jewitt, Kleyna. |
| i: 5 de gener de 2006 o: 6 de març de 2006(?) p: 26 de juny de 2006      | Jarnsaxa                         | S/2006 S 6              |                 | Saturn L             | Sheppard, Jewitt, Kleyna. |
| i: 5 de gener de 2006 o: 6 de març de 2006(?) p: 26 de juny de 2006      | Surtur                           | S/2006 S 7              |                 | Saturn XLVIII        | Sheppard, Jewitt, Kleyna. |
| i: 5 de gener de 2006 o: 6 de març de 2006(?) p: 26 de juny de 2006      | Skoll                            | S/2006 S 8              |                 | Saturn XLVII         | Sheppard, Jewitt, Kleyna. |
| Data                                                                     | Nom                              | Designació              | Imatge          | Designació permanent | Descobridors i notes |
| i: 5 de gener de 2006 o: 16 de gener de 2007(?) p: 13 d'abril de 2007    | Tarqeq                           | S/2007 S 1              |                 | Saturn LII           | Sheppard, Jewitt, Kleyna. |
| i: 18 de gener de 2007 o: p: 1 de maig de 2007                           | (satèl·lit de Saturn sense nom)  | S/2007 S 2              |                 |                      | Sheppard, Jewitt, Kleyna. |
| i: 18 de gener de 2007 o: p: 1 de maig de 2007                           | (satèl·lit de Saturn sense nom)  | S/2007 S 3              |                 |                      | Sheppard, Jewitt, Kleyna. |
| i: Juny de 2004 o: 30 de maig de 2007 p: 18 de juliol de 2007            | Antea                            | S/2007 S 4              | Antea           | Saturn XLIX          | Cassini-Huygens. |
| i: 15 d'agost de 2008 p: 3 de març de 2009                               | Egeó                             | S/2008 S 1              | Egeó            | Saturn LIII          | Cassini-Huygens |
| i: 26 de juliol de 2009 o: p: 2 de novembre de 2009                      | (satèl·lit de Saturn sense nom)  | S/2009 S 1              | S/2009 S 1      |                      | Cassini-Huygens |
| Data                                                                     | Nom                              | Designació              | Imatge          | Designació permanent | Descobridors i notes |

### Dècada de 2010
| Dècada de 2010                                                        | Dècada de 2010                    | Dècada de 2010      | Dècada de 2010                                                   | Dècada de 2010       | Dècada de 2010                               |
| Data                                                                  | Nom                               | Designació temporal | Imatge                                                           | Designació permanent | Descobridors i notes                         |
| --------------------------------------------------------------------- | --------------------------------- | ------------------- | ---------------------------------------------------------------- | -------------------- | -------------------------------------------- |
| i: 7 de setembre de 2010 p: 1 de juny 2011                            | (satèl·lit de Júpiter sense nom)  | S/2010 J 1          |                                                                  | Júpiter LI           | Jacobson, Brozović, Gladman and Alexandersen |
| i: 7 de setembre de 2010 p: 1 de juny 2011                            | (satèl·lit de Júpiter sense nom)  | S/2010 J 2          |                                                                  | Júpiter LII          | Veillet                                      |
| i: 28 de juny de 2011 p: 20 de juliol de 2011                         | Cèrber                            | S/2011 (134340) 1   | S/2011 P 1                                                       | Plutó IV             | Showalter                                    |
| i: 27 de setembre de 2011 p: 29 de gener de 2012                      | (satèl·lit de Júpiter sense nom)  | S/2011 J 1          |                                                                  | Júpiter LXXII        | Sheppard                                     |
| i: 27 de setembre de 2011 p: 29 de gener de 2012                      | (satèl·lit de Júpiter sense nom)  | S/2011 J 2          |                                                                  | Júpiter LVI          | Sheppard                                     |
| i: 26 de juny de 2012 p: 11 de juliol de 2012                         | Estix                             | S/2012 (134340) 1   | S/2012 P 1                                                       | Plutó V              | Showalter                                    |
| i: 2004 o: 1 de juliol de 2013 p: 15 de juliol de 2013                | Hipocamp*                         | S/2004 N 1          | Neptú, S/2004 N 1, anells de Neptú i altres satèl·lits interiors | Neptú XIV            | Showalter et al.                             |
| i: abril de 2015 p: 26 d'abril de 2016                                | (satèl·lit de Makemake sense nom) | S/2015 (136472) 1   |                                                                  |                      | Parker et al..                               |
| i: 8 de març de 2016 p: 2 de juny 2017                                | (satèl·lit de Júpiter sense nom)  | S/2016 J 1          |                                                                  | Júpiter LIV          | Sheppard et al.                              |
| i: 23 de març de 2017 p: 5 de juny 2017                               | (satèl·lit de Júpiter sense nom)  | S/2017 J 1          |                                                                  | Júpiter LIX          | Sheppard et al.                              |
| i: 9 de març de 2016 p: 17 de juliol de 2018                          | Valetudo                          | S/2016 J 2          |                                                                  | Júpiter LXII         | Sheppard et al.                              |
| i: 5 de febrer de 2016 o: 23 de març de 2017 p: 17 de juliol de 2018  | (satèl·lit de Júpiter sense nom)  | S/2017 J 2          |                                                                  | Júpiter LXIII        | Sheppard et al.                              |
| i: 5 de febrer de 2016 o: 23 de març de 2017 p: 17 de juliol de 2018  | (satèl·lit de Júpiter sense nom)  | S/2017 J 3          |                                                                  | Júpiter LXIV         | Sheppard et al.                              |
| i: 23 de març de 2017 p: 17 de juliol de 2018                         | Pandia                            | S/2017 J 4          |                                                                  | Júpiter LXV          | Sheppard et al.                              |
| i: 23 de març de 2017 p: 17 de juliol de 2018                         | (satèl·lit de Júpiter sense nom)  | S/2017 J 5          |                                                                  | Júpiter LXVI         | Sheppard et al.                              |
| i: 24 de febrer de 2016 o: 23 de març de 2017 p: 17 de juliol de 2018 | (satèl·lit de Júpiter sense nom)  | S/2017 J 6          |                                                                  | Júpiter LXVII        | Sheppard et al.                              |
| i: 24 de febrer de 2016 o: 23 de març de 2017 p: 17 de juliol de 2018 | (satèl·lit de Júpiter sense nom)  | S/2017 J 7          |                                                                  | Júpiter LXVIII       | Sheppard et al.                              |
| i: 23 de març de 2017 p: 17 de juliol de 2018                         | (satèl·lit de Júpiter sense nom)  | S/2017 J 8          |                                                                  | Júpiter LXIX         | Sheppard et al.                              |
| i: 24 de febrer de 2016 o: 23 de març de 2017 p: 17 de juliol de 2018 | (satèl·lit de Júpiter sense nom)  | S/2017 J 9          |                                                                  | Júpiter LXX          | Sheppard et al.                              |
| i: 25 de març de 2017 o: 11 de maig de 2018 p: 17 de juliol de 2018   | Ersa                              | S/2018 J 1          |                                                                  | Júpiter LXXI         | Sheppard et al.                              |
| Data                                                                  | Nom                               | Designació temporal | Imatge                                                           | Designació permanent | Descobridors i notes                         |